# Jared Schonig
Jared Schonig (* 1983 in Los Angeles) ist ein US-amerikanischer Jazzmusiker (Schlagzeug, Komposition).

## Leben und Wirken
Schonig wuchs in einer Familie professioneller Musiker auf; er begann mit fünf Jahren Klavier zu spielen, Schlagzeug mit 14 Jahren. Als junger Student in Los Angeles hatte er zahlreiche Möglichkeiten, professionell und mit verschiedenen All-Star-Bands aufzutreten, und erhielt Student Music Awards der Zeitschrift Down Beat, zunächst eine Auszeichnung als „Bester Solist“ in seinem Abschlussjahr. Er besuchte die Eastman School of Music in Rochester; während dieser Zeit wurde er mit drei weiteren Student Music Awards des Down Beat  ausgezeichnet (darunter „Bester Solist“ und „Top Collegiate Combo“), bevor er 2005 seinen Bachelor erhielt. In dieser Zeit trat er u. a. mit Joe Locke und Dr. Lonnie Smith beim Rochester International Jazz Festival auf. Erste Aufnahmen im Jazz entstanden 2004 mit dem Saxophonisten Bill Tiberio.
Seit den 2000er-Jahren ist Schonig sowohl in der Jazz- als auch in der Broadway-Theater-Szene tätig; so spielte er in der von der Kritik gefeierten Broadway-Revival-Show The Color Purple und in Moulin Rouge! The Musical. Außerdem ist er als Drummer/Perkussionist für Studioaufnahmen, Jingle-Sessions und andere kommerzielle Musikaufnahmen aktiv. Schonig arbeitete in seiner bisherigen Karriere u. a. mit Nicholas Payton, Donny McCaslin, Darcy James Argue & Secret Society, The 8-Bit Big Band, Miho Hazama, Laurence Hobgood, Tim Hagans, Fred Hersch, Wycliffe Gordon, Tom Harrell und Ernie Watts. Des Weiteren tourte er mit Sängern wie Kurt Elling, New York Voices, Kristen Chenoweth, Cynthia Erivo und der Singer/Songwriterin Donna Lewis. Er trat bereits weltweit auf, von der Carnegie Hall in New York City bis zu Festivals in Simbabwe. Des Weiteren war Schonig (mit Dan Loomis und James Westfall) Co-Leiter von The Wee Trio, das ab 2007 fünf von der Kritik gelobte Alben veröffentlichte.
2022 legte Schonig drei Alben unter eigenem  Namen mit eigenen Kompositionen vor; das Album 112 Project entstand, als Schonig Schlagzeug-Tracks an Kollegen wie Matt Clohesy, Jesse Lewis und Ike Sturm sendete und mit ihnen die Musik kreierte. Two Takes, Vol. 1: Quintet nahm er bereits 2019 mit Marquis Hill, Godwin Louis, Luis Perdomo und Matt Clohesy auf. Für seine Two Takes Vol. 2: Big Band griff er auf Arrangeure wie Alan Ferber, Jim McNeely, Mike Holober, Miho Hazama, Darcy James Argue, Laurence Hobgood, Brian Krock und John Daversa zurück, um eine Bigband unter Leitung von Matt Holman seine Kompositionen aufnehmen zu lassen. Die Musiker in dieser Big Band würden zwar von Track zu Track wechseln, schrieb Jerome Wilson in All About Jazz, aber „Schonig bleibe am Schlagzeug ständig präsent und treibe die Ensembles mit Flair und explosiver Kraft an, genau wie schon auf dem Quintett-Album.“ Im Bereich des Jazz war er laut Tom Lord zwischen 2004 und 2023 an 44 Aufnahmesessions beteiligt, u. a. auch mit Meg Okura und Mike Holober (Hiding Out, 2019). Zu hören ist er auch auf Jihye Lees Album Infinite Connections (2024).

## Diskographische Hinweise
- The Wee Trio: Capitol Diner, Volume 1 (Blonic, 2007), mit James Westfall, Dan Loomis
- The Wee Trio: Capitol Diner, Volume 2 Animal Style (Blonic, 2009) mit James Westfall, Dan Loomis
- The Wee Trio: Ashes to Ashes, a David Bowie Intraspective (Blonic, 2011)
- The Wee Trio: Live at the Bistro (Blonic, 2013)
- The Wee Trio: Wee +3 (Blonic, 2015) mit James Westfall, Dan Loomis, Nicholas Payton, Fabian Almazan, Nir Felder
- Two Takes, Vol. 1: Quintet (Anzic, 2022)
- Two Takes Vol. 2: Big Band (Anzic, 2022) u. a. mit Scott Wendholt, Marshall Gilkes, Jon Gordon, Charles Pillow, Dave Pietro, Donny McCaslin, Quinsin Nachoff, Carl Maraghi, Adam Birnbaum, Nir Felder, Ike Sturm, Matt Clohesy, Dan Loomis
- Mike Holober & The Gotham Jazz Orchestra: This Rock We’re On: Imaginary Letters (Palmetto, 2024)